# Изпълнителна агенция по горите
Националното управление по горите е държавна институция в България, която управлява държавните гори и осъществява контрол над частните и общинските гори.
Под различни форми то съществува от 1879 година, като последователно е подчинено на Министерството на финансите (1879 – 1894) и Министерството на търговията и земеделието (1894 – 1912). От 1912 година насам през различни периоди е подчинено или функциите му са били обединени с Министерството на земеделието (1912 – 1949, 1957 – 1960, 1986 – 1990, след 1997 до 2007 г.) или пряко на Министерския съвет, като на няколко пъти има статут на самостоятелно министерство (1949 – 1951, 1966 – 1971 и 1971 – 1986 г.).

## Управление
Към юни 2021 г. директор на Изпълнителната агенция по горите (ИАГ) е Александър Дунчев, участвал като експерт по различни проекти за картиране и опазване на вековните гори в България, кампании за опазване на горите в България, както и в различни организации, сред които природен парк “Витоша”, неправителствената организация WWF, организацията „Зелени закони“ и “Югозападно държавно предприятие” (което стопанисва държавните горски територии в няколко административни области). Александър Дунчев е инженер-лесовъд по образование.

## Историческа справка

### Министри на земеделието и горите (1947 – 1948)
| правителство  | име            | дати                                | партия | партия |
| ------------- | -------------- | ----------------------------------- | ------ | ------ |
| Г. Димитров 2 | Георги Трайков | 11 декември 1947 – 19 декември 1948 | БЗНС   |        |

### Министри на горите (1949 – 1951)
| правителство  | име          | дати                         | партия | партия |
| ------------- | ------------ | ---------------------------- | ------ | ------ |
| Г. Димитров 2 | Георги Попов | 3 януари 1949 – 20 юли 1949  | БКП    |        |
| Коларов 1     | Георги Попов | 20 юли 1949 – 20 януари 1950 | БКП    |        |

### Министри на земеделието и горите (1957 – 1960)
| правителство | име            | дати                           | партия | партия |
| ------------ | -------------- | ------------------------------ | ------ | ------ |
| Югов 1       | Станко Тодоров | 1 февруари 1957 – 11 юли 1957  | БКП    |        |
| Югов 1       | Иван Пръмов    | 11 юли 1957 – 13 януари 1958   | БКП    |        |
| Югов 2       | Иван Пръмов    | 15 януари 1958 – 29 април 1960 | БКП    |        |

### Председатели (Министри) на комитета по гори и горска промишленост (1966 – 1971)
| правителство | име        | дати                      | партия | партия |
| ------------ | ---------- | ------------------------- | ------ | ------ |
| Живков 2     | Мако Даков | 12 март 1966 – 9 юли 1971 | БКП    |        |

### Министри на горите и опазването на природната среда (1971 – 1976)
| правителство | име         | дати                     | партия | партия |
| ------------ | ----------- | ------------------------ | ------ | ------ |
| Тодоров 1    | Янко Марков | 9 юли 1971 – 17 юни 1976 | БКП    |        |

### Министри на горите и горската промишленост (1976 – 1986)
| правителство | име         | дати                       | партия | партия |
| ------------ | ----------- | -------------------------- | ------ | ------ |
| Тодоров 2    | Янко Марков | 17 юни 1976 – 18 юни 1981  | БЗНС   |        |
| Филипов      | Янко Марков | 18 юни 1981 – 24 март 1986 | БЗНС   |        |

### Министри на земеделието и горите (1986)
| правителство      | име           | дати                           | партия | партия |
| ----------------- | ------------- | ------------------------------ | ------ | ------ |
| Филипов, Атанасов | Алекси Иванов | 24 март 1986 – 19 юни 1986     | БЗНС   |        |
| Атанасов          | Алекси Иванов | 19 юни 1986 – 26 декември 1986 | БЗНС   |        |

### Председатели (Министри) на Съвета по селско и горско стопанство (1986 – 1987)
| правителство | име           | дати                              | партия | партия |
| ------------ | ------------- | --------------------------------- | ------ | ------ |
| Атанасов     | Алекси Иванов | 26 декември 1986 – 19 август 1987 | БЗНС   |        |

### Министри на земеделието и горите (1987 – 1990)
| правителство | име           | дати                               | партия | партия |
| ------------ | ------------- | ---------------------------------- | ------ | ------ |
| Атанасов     | Алекси Иванов | 19 август 1987 – 19 декември 1988  | БЗНС   |        |
| Атанасов     | Георги Менов  | 19 декември 1988 – 8 февруари 1990 | БЗНС   |        |

### Министри на земеделието, горите и аграрната реформа (1997 – 1999)
| правителство | име                | дати                           | партия  | партия |
| ------------ | ------------------ | ------------------------------ | ------- | ------ |
| Костов       | Венцислав Върбанов | 21 май 1997 – 21 декември 1999 | БЗНС-НС |        |

### Министри на земеделието и горите (1999 – 2007)
| правителство | име                | дати                              | партия  | партия |
| ------------ | ------------------ | --------------------------------- | ------- | ------ |
| Костов       | Венцислав Върбанов | 21 декември 1999 – 24 юли 2001    | БЗНС-НС |        |
| Симеон II    | Мехмед Дикме       | 24 юли 2001 – 23 февруари 2005    | ДПС     |        |
| Симеон II    | Нихат Кабил        | 23 февруари 2005 – 17 август 2005 | ДПС     |        |
| Станишев     | Нихат Кабил        | 17 август 2005 – 18 юли 2007      | ДПС     |        |